# I liga polska w rugby union
I liga polska w rugby (dawniej II liga, seria B) - drugi poziom męskich rozgrywek ligowych rugby union drużyn piętnastoosobowych w Polsce, pośredni pomiędzy Ekstraligą, a II ligą. Zmagania toczą się cyklicznie (co sezon, od jesieni do wiosny) systemem kołowym. Organizowane są przez Polski Związek Rugby. Stawką w rywalizacji jest szansa awansu do Ekstraligi, natomiast najsłabsze drużyny są relegowane do dawniej II ligi.

## Historia
Rozgrywki ligowe rugby union w Polsce zostały zainaugurowane w 1957. Utworzono wówczas dwa poziomy rozgrywek: I ligę (najwyższy poziom) oraz ligę okręgową (drugi poziom), liczącą 13 drużyn grających w trzech grupach. Rozgrywki odbywały się od wiosny do jesieni. Organizatorem rozgrywek była początkowo Sekcja Rugby Głównego Komitetu Kultury Fizycznej, a od września 1957 powstały wówczas Polski Związek Rugby. Po tym sezonie aktywnych pozostało jedynie 10 drużyn i w tej sytuacji w 1958 wszystkie wystąpiły w I lidze, a zrezygnowano z organizowania drugiego poziomu rozgrywek. 
Wobec zwiększającej się liczby drużyn rugby w kraju ponownie zorganizowano rozgrywki na drugim poziomie ligowym od sezonu 1971/1972. Na podstawie klasyfikacji skróconego sezonu 1971 drużyny I ligi podzielono na dwie grupy, do słabszej delegując cztery ostatnie zespoły. Do grupy tej mogły też dołączać zespoły nowo powstające, wprowadzono także zasady spadku i awansu pomiędzy grupami. Już w 1972 przemianowano grupy na I i II ligę. 
W sezonie 1980/1981 drużyny II ligi podzielono na dwie grupy, których zwycięzcy spotkali się w finale rozgrywek. Od kolejnego sezonu powrócono do formatu ligowego. W kolejnych latach dwukrotnie wprowadzono jeszcze podział na grupy: na cztery w sezonie 1986, gdy w rozgrywkach miały uczestniczyć młodzieżowe drużyny klubów grających w I lidze (część z nich wycofała się) oraz ponownie na dwie w sezonie 1989, gdy zwycięzcy grup rozegrali dwumecz o pierwsze miejsce. W tym ostatnim sezonie w związku z reorganizacją rozgrywek I ligi w 1989 do pierwszej fazy rozgrywek pierwszoligowych dopuszczono wszystkie drużyny, łącznie z tymi, które uprzednio uczestniczyły w II lidze. Kolejność końcowa zadecydowała o ponownym podziale na ligi. W tym sezonie po raz pierwszy zwycięstwo w II lidze nie dało prawa bezpośredniego awansu na najwyższy poziom rozgrywek, a jedynie prawo do gry w barażu. 
Od 1992 powrócono do podziału ligi na grupy. Jednak w związku z dużą liczbą nierozegranych spotkań i licznymi uchybieniami sezon 1992 uznano za nieoficjalny, a Polski Związek Rugby wyznaczył drużynę, która zagrała w barażu o awans do I ligi. Od 1993 do 1997 dwie najlepsze drużyny drugiego poziomu rozgrywek (nazywanego wówczas serią B) otrzymywały prawo udziału w drugiej fazie rozgrywek serii A, rywalizując w grupie z dwiema najsłabszymi zespołami z pierwszej fazy rozgrywek tego poziomu – w pozostałej części sezonu reszta drużyn serii B grała o Puchar PZR. Od 1994 zrezygnowano z podziału na grupy, w 1997 do niego powrócono, w sezonie 1998/1999 ponownie go porzucono, a od sezonu 2003/2004 kolejny raz wprowadzono (w pierwszej fazie rozgrywek, w drugiej stawkę dzielono zestawiając w osobnych grupach najlepsze i najsłabsze zespoły obu grup z pierwszej fazy). Od sezonu 2005/2006 wprowadzono rundę play-off między najlepszymi zespołami obu grup i rozgrywanie finału ligi. Z podziału na grupy i fazy play-off zrezygnowano od sezonu 2007/2008. 
W 2008 zainaugurowano trzeci poziom rozgrywek, tzw. ligi regionalne. Wkrótce potem przekształcone one zostały w centralną II ligę, podczas gdy drugi poziom rozgrywki zaczął nosić nazwę I ligi (wobec zmiany dotychczasowej I ligi na Ekstraligę). Od sezonu 2009/2010 powrócono do rozgrywania fazy play-off i finału I ligi. Od sezonu 2018 zrezygnowano z meczu finałowego (rozegrano go jednak w 2019), a stawkę w końcowej części sezonu dzielono na dwie grupy, play-off (walczącą o awans) i play-out (broniącą się przed spadkiem).

## Format rozgrywek
W sezonie 2020/2021 rozgrywki I ligi odbywają się w dwóch fazach: zasadniczej i finałowej. W rozgrywkach uczestniczy 6 drużyn. W fazie zasadniczej drużyny rozgrywają mecze systemem każdy z każdym, mecz i rewanż. W fazie finałowej stawka zostaje podzielona na dwie trzyzespołowe grupy, w których rozgrywki toczą się także systemem każdy z każdym po jednym spotkaniu (początkowo planowano mecz i rewanż). W grupie złożonej z trzech najlepszych zespołów po fazie zasadniczej (play-off) stawką rozgrywek jest mistrzostwo I ligi i prawo do gry w barażu o awans do Ekstraligi z najsłabszym zespołem Ekstraligi tego sezonu. W grupie złożonej z trzech najsłabszych zespołów po fazie zasadniczej (play-out) gra toczy się o uniknięcie spadku do II ligi – automatycznie spada najsłabsza drużyna, przedostatnia natomiast gra w meczu barażowym o utrzymanie się w I lidze. Kolejność w tabelach poszczególnych faz i grup ustalana jest na podstawie liczby zdobytych punktów: za zwycięstwo drużyna otrzymuje 4 punkty, za remis 2 punkty, a za porażkę 0 punktów. Ponadto może otrzymać w każdym meczu 1 punkt bonusowy – za zdobycie co najmniej 4 przyłożeń lub za porażkę nie więcej niż siedmioma punktami. Organizatorem rozgrywek jest Polski Związek Rugby.
Drużyny grające w I lidze w sezonie 2020/2021: AZS AWF Warszawa, Rugby Białystok, Wataha Zielona Góra, Legia Warszawa, Posnania Poznań i Arka Rumia.

## Wyniki I ligi
Wyniki rozgrywek I ligi:
| Sezon     | Zwycięzca                                          | Awans poziom wyżej                       | Liczba drużyn w rozgrywkach | Uwagi |
| --------- | -------------------------------------------------- | ---------------------------------------- | --------------------------- | --- |
| 1957      | Posnania Poznań, Juvenia Kraków, Varsovia Warszawa | Poznania Poznań, Lechia Gdańsk           | 13                          | Rozgrywki pod nazwą ligi okręgowej prowadzono w trzech grupach, do I ligi mieli awansować ich zwycięzcy. Z uwagi na rozwiązanie drużyn Juvenii i Varsovii do I ligi awansowała Lechia Gdańsk.               |
| 1971/1972 | Budowlani Łódź                                     | Budowlani Łódź, Bałtyk Gdynia            | 5                           | |
| 1972/1973 | Posnania Poznań                                    | Posnania Poznań, Czarni Bytom            | 6                           | |
| 1973/1974 | Budowlani Łódź                                     | Budowlani Łódź, Mazovia Mińsk Mazowiecki | 6                           | |
| 1974/1975 | Posnania Poznań                                    | Posnania Poznań, Orkan Sochaczew         | 6                           | |
| 1975/1976 | Ogniwo Sopot                                       | Ogniwo Sopot, Budowlani Lublin           | 5                           | |
| 1976/1977 | Czarni Bytom                                       | Czarni Bytom                             | 5                           | Druga drużyna ligi, Orkan Sochaczew, przegrała w barażu o awans do I ligi z Budowlanymi Lublin. |
| 1977/1978 | Orkan Sochaczew                                    | Orkan Sochaczew                          | 6                           | Druga drużyna ligi, Ogniwo Sopot, przegrała w barażu o awans do I ligi z Czarnymi Bytom. |
| 1978/1979 | Budowlani Lublin                                   | Budowlani Lublin                         | 7                           | Druga drużyna ligi, Bałtyk Gdynia, przegrała w barażu o awans do I ligi z Orkanem Sochaczew. |
| 1979/1980 | Posnania Poznań                                    | Posnania Poznań                          | 6                           | Druga drużyna ligi, Bałtyk Gdynia, przegrała w barażu o awans do I ligi z Lechią Gdańsk. |
| 1980/1981 | Czarni Bytom                                       | Czarni Bytom                             | 7                           | Zwycięstwo Czarnych w finale II ligi nad Ogniwem Sopot. |
| 1981/1982 | Budowlani Olsztyn                                  | Budowlani Olsztyn                        | 6                           | |
| 1983      | Ogniwo Sopot                                       | Ogniwo Sopot                             | 7                           | |
| 1984      | Budowlani Lublin                                   | Budowlani Lublin                         | 6                           | |
| 1985      | Skra Warszawa                                      | Skra Warszawa, Bobrek Karb Bytom         | 5                           | Trzecia drużyna ligi, Budowlani Olsztyn, przegrała w barażu o awans do I ligi z Czarnymi Bytom. |
| 1986      | VIS Siedlce                                        | VIS Siedlce, Budowlani Olsztyn           | 11                          | W rozgrywkach zaplanowano udział młodzieżowych zespołów klubów grających w I lidze. |
| 1987      | Czarni Bytom                                       | Czarni Bytom                             | 6                           | Druga drużyna ligi, Posnania Poznań, przegrała w barażu o awans do I ligi z Budowlanymi Łódź. |
| 1988      | Posnania Poznań                                    | Posnania Poznań                          | 6                           | Druga drużyna ligi, Budowlani Olsztyn, przegrała w barażu o awans do I ligi z VIS Siedlce. |
| 1989      | Skra Warszawa                                      | Skra Warszawa                            | 6                           | Skra Warszawa przegrała w barażu o awans do I ligi z Budowlanymi Lublin, jednak zagrała w kolejnym sezonie I ligi z uwagi na wycofanie się jednej z drużyn.                                                 |
| 1990      | VIS Siedlce                                        | VIS Siedlce                              | 5                           | Druga drużyna ligi, Posnania Poznań, przegrała w barażu o awans do I ligi z Orkanem Sochaczew. |
| 1991      | Posnania Poznań                                    | Posnania Poznań                          | 5                           | Druga drużyna ligi, Czarni Bytom, przegrała w barażu o awans do I ligi z MOSiRem Siedlce. |
| 1992      | –                                                  | –                                        | 8                           | Sezon uznany za nieoficjalny. Orkan Sochaczew, wskazany przez PZR, przegrał w barażu o awans do I ligi z Posnanią Poznań.                                                                                   |
| 1993      | Pogoń Siedlce, Orkan Sochaczew                     | Pogoń Siedlce                            | 8                           | Rozgrywki prowadzono w dwóch grupach. Puchar PZR w drugiej części sezonu zdobyła drużyna Czarni Bytom. |
| 1994      | Posnania Poznań                                    | –                                        | 6                           | Puchar PZR w drugiej części sezonu zdobyła drużyna Orkan Sochaczew. Posnania Poznań mimo zdobycia awansu do serii A zrezygnowała z gry na wyższym poziomie i w kolejnym sezonie ponownie zagrała w serii B. |
| 1995      | Posnania Poznań                                    | –                                        | 8                           | Puchar PZR w drugiej części sezonu zdobyła drużyna Orkan Sochaczew. Posnania Poznań mimo zdobycia awansu do serii A zrezygnowała z gry na wyższym poziomie i w kolejnym sezonie ponownie zagrała w serii B. |
| 1996      | Pogoń Siedlce                                      | –                                        | 6                           | Puchar PZR w drugiej części sezonu zdobyła drużyna Juvenia Kraków. |
| 1997      | Posnania Poznań, Pogoń Siedlce                     | Lotnik Pruszcz Gdański                   | 9                           | Rozgrywki prowadzono w dwóch grupach. Puchar PZR w drugiej części sezonu zdobyła drużyna Lotnik Pruszcz Gdański.                                                                                            |
| 1998      | Arka Gdynia                                        | Arka Gdynia, Orkan Sochaczew             | 8                           | Zwycięstwo Arki w finale serii B nad Orkanem Sochaczew. |
| 1998/1999 | Posnania Poznań                                    | Posnania Poznań                          | 6                           | |
| 1999/2000 | Orkan Sochaczew                                    | Orkan Sochaczew, Juvenia Kraków          | 8                           | |
| 2000/2001 | Budowlani Olsztyn                                  | Budowlani Olsztyn                        | 8                           | Druga drużyna ligi, Folc AZS Warszawa, przegrała w barażu o awans do I ligi z Juvenią Kraków. |
| 2001/2002 | Folc AZS Warszawa                                  | Folc AZS Warszawa                        | 6                           | Druga drużyna ligi, SCP Legionowo, przegrała w barażu o awans do I ligi z AZS AWF Gdańsk. |
| 2002/2003 | Pogoń Siedlce                                      | Pogoń Siedlce                            | 6/7                         | Druga drużyna ligi, Aber Olsztyn, przegrała w barażu o awans do I ligi z Posnanią Poznań. |
| 2003/2004 | Skra Warszawa                                      | Skra Warszawa                            | 8                           | |
| 2004/2005 | Pogoń Siedlce                                      | Pogoń Siedlce, Juvenia Kraków            | 8                           | |
| 2005/2006 | Skra Warszawa                                      | Skra Warszawa                            | 8                           | Zwycięstwo Skry w finale II ligi nad WMPD Olsztyn 19:5. |
| 2006/2007 | WMPD Olsztyn                                       | WMPD Olsztyn                             | 10                          | Zwycięstwo WMPD w finałowym dwumeczu II ligi nad Pogonią Siedlce. |
| 2007/2008 | Czarni Pruszcz Gdański                             | Czarni Pruszcz Gdański, Pogoń Siedlce    | 7                           | |
| 2008/2009 | Orkan Sochaczew                                    | Orkan Sochaczew                          | 4                           | |
| 2009/2010 | Budowlani Lublin                                   | Budowlani Lublin                         | 6                           | Zwycięstwo Budowlanych w finale I ligi nad Czarnymi Pruszcz Gdański 44:5. |
| 2010/2011 | AZS AWF Warszawa                                   | AZS AWF Warszawa                         | 6                           | Zwycięstwo AZS AWF w finale I ligi nad Pogonią Siedlce 10:10, w rzutach karnych 3:1. |
| 2011/2012 | Pogoń Siedlce                                      | Pogoń Siedlce                            | 6                           | Zwycięstwo Pogoni w finałowym dwumeczu I ligi nad Ogniwem Sopot. |
| 2012/2013 | Ogniwo Sopot                                       | Ogniwo Sopot                             | 6                           | Zwycięstwo Ogniwa w finałowym dwumeczu I ligi nad Juvenią Kraków. |
| 2013/2014 | Juvenia Kraków                                     | Juvenia Kraków                           | 6                           | Zwycięstwo Juvenii w finałowym dwumeczu I ligi nad Skrą Warszawa. |
| 2014/2015 | Skra Warszawa                                      | Skra Warszawa                            | 6                           | Zwycięstwo Skry w finałowym dwumeczu I ligi nad Budowlanymi Lublin. |
| 2015/2016 | Juvenia Kraków                                     | Juvenia Kraków                           | 6                           | Zwycięstwo Juvenii w finałowym dwumeczu I ligi nad Budowlanymi Lublin. |
| 2016/2017 | Orkan Sochaczew                                    | Orkan Sochaczew                          | 6                           | Zwycięstwo Orkana w finale I ligi nad Skrą Warszawa. |
| 2018      | Arka Rumia                                         | –                                        | 6                           | Arka Rumia zrezygnowała z gry w barażu o Ekstraligę. |
| 2019      | Arka Rumia                                         | –                                        | 6                           | Arka Rumia pokonała w finale I ligi Spartę Jarocin, jednak przegrała w barażu o Ekstraligę z Arką Gdynia.                                                                                                   |
| 2019/2020 | Sparta Jarocin                                     | Sparta Jarocin                           | 6                           | |